# Tipula (ondergeslacht)
Tipula is een ondergeslacht van het geslacht van insecten Tipula binnen de familie langpootmuggen (Tipulidae).

## Soorten
Deze lijst van 24 stuks is mogelijk niet compleet.
- T. (Tipula) atlantica (Mannheims, 1962)
- T. (Tipula) bicolor (Loew, 1866)
- T. (Tipula) capnioneura (Speiser, 1909)
- T. (Tipula) consobrina (Theowald, 1984)
- T. (Tipula) chubbi (Alexander, 1956)
- T. (Tipula) eumecacera (Speiser, 1909)
- T. (Tipula) flagellicurta (Mannheims, 1958)
- T. (Tipula) frater (Alexander, 1921)
- T. (Tipula) hollanderi (Theowald, 1977)
- T. (Tipula) hungarica (Lackschewitz, 1930)
- T. (Tipula) italica (Lackschewitz, 1930)
- T. (Tipula) kleinschmidti (Mannheims, 1950)
- T. (Tipula) lobeliae (Alexander, 1956)
- T. (Tipula) loeffleri (Theowald, 1984)
- T. (Tipula) lourensi (den Hollander, 1975)
- T. (Tipula) mediterranea (Lackschewitz, 1930)
- T. (Tipula) orientalis (Lackschewitz, 1930)
- T. (Tipula) plumbea (Fabricius, 1781)
- T. (Tipula) soror (Wiedemann, 1820)
- T. (Tipula) speiseriana (Alexander, 1930)
- T. (Tipula) strigata (Loew, 1866)
- T. (Tipula) subaptera (Freeman, 1950)
- T. (Tipula) subcunctans (Alexander, 1921)
- T. (Tipula) zimbabwensis (Theowald, 1984)